# Port lotniczy Tinduf
Port lotniczy Tinduf (IATA: TIN, ICAO: DAOF) – port lotniczy położony w Tinduf, w prowincji Tinduf, w Algierii.

## Linie lotnicze i połączenia
| Linia Lotnicza   | Kierunek                                     |
| ---------------- | -------------------------------------------- |
| Air Algerie      | 1. Algier 2. Baszszar 3. Konstantyna 4. Oran |
| Tassili Airlines | 1. Algier                                    |